# 톰 소여의 모험

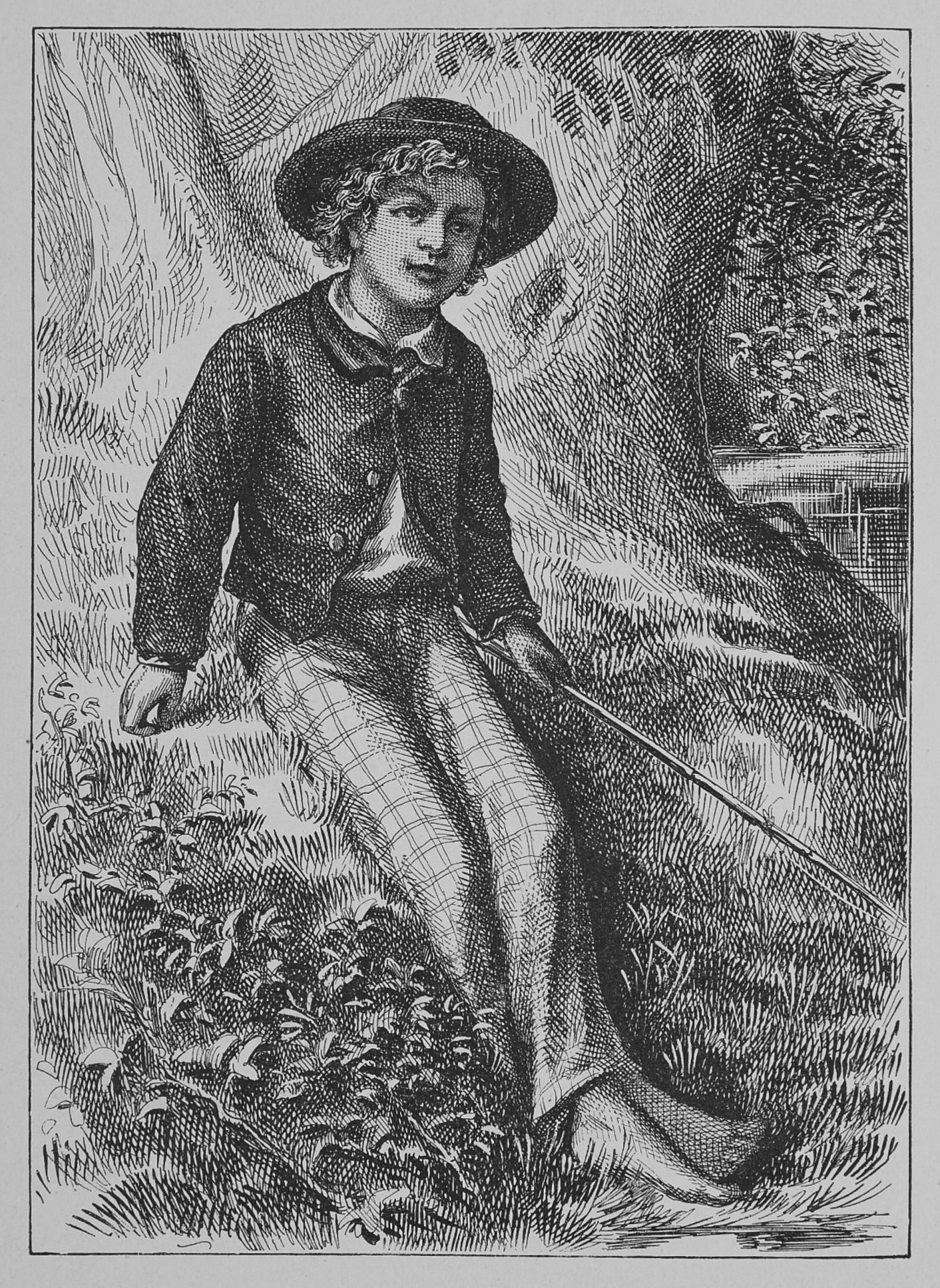
톰 소여의 모험의 삽화

《톰 소여의 모험》(영어: The Adventures of Tom Sawyer)은 마크 트웨인의 1876년 소설로, 미시시피 강을 따라 자라는 한 소년 톰 소여에 관한 것이다. 그것은 1840년대에 트웨인이 소년으로 살았던 미주리주 한니발을 기반으로 한 상트 페테르부르크 마을이 배경이다. 소설에서 소여는 종종 그의 친구 허클베리 핀과 함께 여러 번의 모험을 한다. 원래 상업적인 실패였지만, 그 책은 결국 트웨인의 일생 동안 작품 중 가장 많이 팔렸다. 1884년 속편 허클베리 핀의 모험에 가려져 있지만, 많은 사람들은 이 책을 미국 문학의 걸작으로 여긴다. 마크 트웨인에 의해 그것은 타자기로 쓰여진 최초의 소설 중 하나라고 주장된다.

## 내용
19세기 미국 남부 미주리주에 있는, 가공의 마을인 세인트 피터즈버그(St. Petersburg)를 배경으로 하고 있으며, 귀여운 말썽꾸러기 톰 소여의 익살맞은 모습을 통해 기성 세대를 조롱하는 것이 특징이다. 그 실례가 폴리 이모가 개구쟁이 조카 톰에게 울타리에 페인트 칠을 하게 한 설정이다. 톰은 순진한 친구들을 이용해서, 대신 페인트 칠을 하게 해놓고는, 마치 자기가 한 것인 양 폴리 이모 앞에서 뽐낸다. 폴리 이모는 조카의 귀여운 거짓말에 속아 넘어간다. 즉, 작가는 어린이가 어른을 속인다는 설정을 통해 기성 세대를 조롱하는 것이다. 시점은 등장 인물들의 심리 상태를 들여다보듯 서술한 전지적 시점이다. 톰 소여, 허클베리 핀(허크), 톰의 여자친구 베키, 세인트 피터즈버그 마을 모두 실제 인물과 지역을 모델로 했으며, 한국어판은 시공사에서 네버랜드 클래식 시리즈로 역간하였다.

## 줄거리
톰 소여는 그의 이모 폴리, 동생 시드와 함께 살고있다. 그는 학교 수업을 빼먹으며 수영을 하고 다음날 처벌로 울타리를 칠한다. 그는 독창적인 태도로 친구를 설득하여 자신의 일을 할 수 있는 권한을 얻기 위해 작은 보물을 교환한다.

## 등장인물
- 톰(토머스) 소여

주인공. 공부를 전혀 못하는 말썽꾸러기 학생. 노는 것만 아는 탓에 학교에 가기만 하면 수업시간에 졸고 있다. 이 때문에 담임 선생으로부터 미움을 받고,이모에게는 말썽을 부리지 못하게 감시해야 한다고 여겨지는 요주의 인물이다. 그래도 친구들과 어울려 쾌활하고 자유롭게 사는 어린이이다. 인디언 조의 살인사건때 머프 포터가 억울한 누명을 쓰자, 어린이들은 말썽만 부린다는 편견을 가진 대부분의 어른들과는 달리 "어린이도 사실을 말할 권리가 있다"며 자신의 말을 진지하게 귀담아 듣는 변호사와 판사에게 자신이 목격한 대로 증언하여 사건의 진상이 드러나게 했다. 덕분에 머프 포터는 석방되고 궁지에 몰린 인디언 조는 도망갔다가 동굴에서 아사한 시체로 발견된다.
- 허클베리 핀(허크)

톰 소여의 친구. 알코올 중독자인 아버지를 두려워 하면서 떠돌이로 톰 소여와 같이 모험을 한다. 어린이들의 부러움을 살만큼 자유롭게 사는 리버럴(Liberal)소년. 본문에서는 더글라스 아주머니에게 입양되었지만 만화영화에서는 고아인 허크를 자식이 없는 톰의 친척어른이 돌보려고 했지만, 본인이 원하지 않아서 입양되지는 않았던 것으로 나온다.
- 베키 대처

톰 소여가 첫눈에 반한 톰의 두 번째 약혼자(여자친구와 비슷함. 첫번째 약혼자는 에이미였고, 곧 에이미에 대한 관심이 베키 때문에 사라진다.). 톰이 다른 약혼자가 있다는 것을 알게되고 톰 소여와 다툰 후 사이가 멀어지나, 자신의 잘못을 대신 덮어쓰고 벌을 받는 톰을 보고 감동한다. 톰과 함께 동굴을 탐험하다가 길을 잃는다.
- 인디언 조

체격이 크고 험상궂게 생긴 현상수배범. 의사를 살해하는 장면을 톰과 허크가 목격하게 되면서 재판정에 선다. 재판도중 탈출하고 더글리스 부인을 살인하려고 하지만 허크의 발견으로 실패하고 톰이 베키와 동굴에서 실종 되었을때 그는 같은 동굴에서 보물을 숨기고 있었고
톰과 베키가 무사히 동굴을 탈출한뒤 마을 사람들이 톰의 말로 그를 발견했을때 그는 시체였다. 미국인들의 미국 원주민에 대한 두려움이 만들어낸 인물이라고 할 수 있다.